# Karang Jaya (Selupu Rejang)
Karang Jaya is een bestuurslaag in het regentschap Rejang Lebong van de provincie Bengkulu, Indonesië. Karang Jaya telt 2516 inwoners (volkstelling 2010).